# Wulkan tarczowy

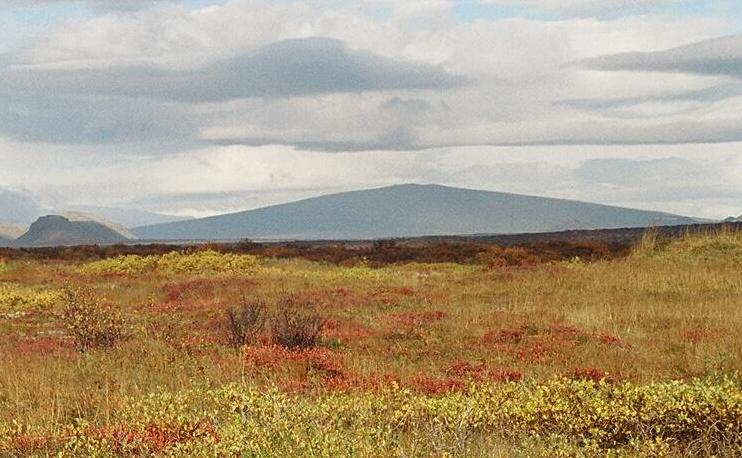
Skjaldbreiður, wygasły wulkan tarczowy

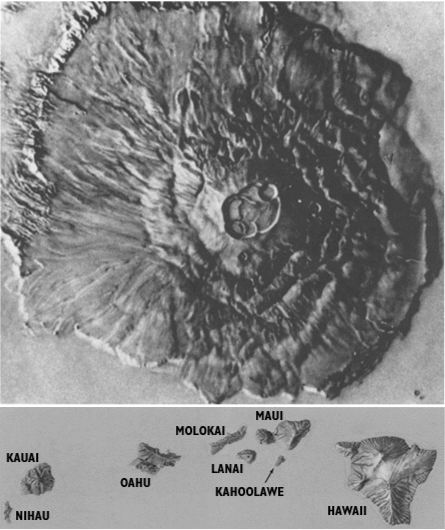
Największe wulkany tarczowe na Marsie i na Ziemi: Olympus Mons i łańcuch Hawajów w tej samej skali

Wulkan tarczowy – typ wulkanu o szerokim i spłaszczonym stożku o kącie nachylenia nie większym niż 8°.
Wulkany tarczowe tworzą kolejne erupcje wylewne lawy o niskiej zawartości krzemionki. Ich charakterystyczną cechą jest brak gwałtownych erupcji, z wnętrza wydobywa się rzadka i bardzo gorąca lawa zasadowa. Ten typ wulkanu można skontrastować ze stratowulkanem.
Nazwa wywodzi się od nazwy islandzkiego wulkanu tarczowego Skjaldbreiður, którego nazwa w języku islandzkim znaczy „szeroka tarcza”. Przykładem wulkanu tarczowego może być Mauna Loa na Hawajach. Największy wulkan tarczowy na Ziemi znajduje się na dnie Oceanu Spokojnego, jego jedyną wynurzoną pozostałością są skały Gardner Pinnacles.
Wiele wulkanów tego typu odkryto na Wenus i Marsie, niektóre z nich osiągają rozmiary większe niż na Ziemi. Najwyższy dotychczas odkryty wulkan tarczowy to Olympus Mons znajdujący się na Marsie.